# Brush It Off
Brush It Off är en singel från Stockholmsbandet Plan Three och gavs ut 2010 av skivbolaget Ninetone Records, med distribution av Universal Music.
Låten spelades in i LaCarr Studios samt Polar Studios och producerades av David Clewett, Plan Three och Patrik Frisk, mastrades av Erik Broheden i Masters Of Audio.
Låten är bandets andra singel från debutalbumet Screaming Our Sins.